# 콰이곤 진
콰이곤 진(Qui-Gon Jinn)은 영화 《스타 워즈 시리즈》의 등장인물이다. 제다이 마스터이며, 오비완 케노비의 스승이기도 하다. 리암 니슨이 역을 맡았으며, 《스타 워즈 에피소드 1: 보이지 않는 위험》에 등장한다.

## 상세
프리퀼 영화 이전 포스의 영혼(Force Ghost) 능력을 터득하였다. 죽음 이후 포스 고스트 능력을 요다가 가르쳐준다. 클론 전쟁 3D 에서도 등장한다.

## 에피소드 1
타투인에서 아나킨 스카이워커를 발견했으며 이후 다스 몰과의 라이트세이버 대결에서 패배하여 사망하고 제자 오비완 케노비가 다스 몰의 몸을 잘라서 죽였다.